# 498 mártires espanhóis

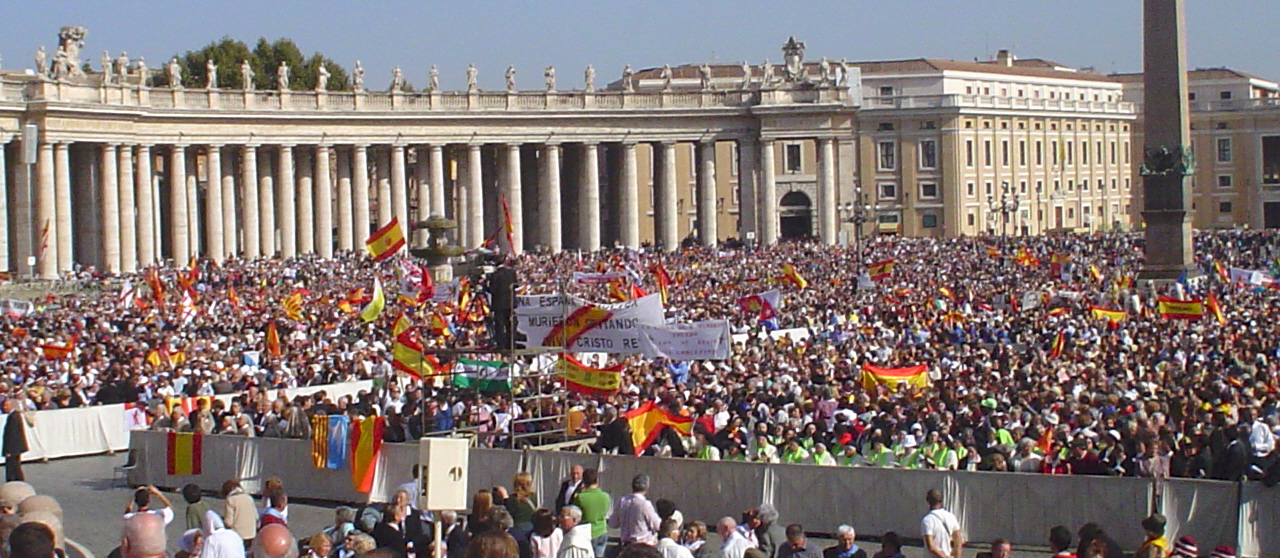
Praça de São Pedro, Vaticano, no dia da beatificação

Os 498 mártires espanhóis foram vítimas da Guerra Civil Espanhola beatificada pela Igreja Católica Romana em outubro de 2007 pelo Papa Bento XVI. Eles se originaram de muitas partes da Espanha. Suas idades variaram de 16 a 78 anos. Embora quase 500 pessoas, eles são uma pequena parte dos Mártires da Guerra Civil Espanhola. Eles são festejados no dia 6 de novembro no catolicismo.

## Contexto
Os Mártires da Guerra Civil Espanhola eram clérigos, religiosos e leigos da Igreja Católica Romana que foram executados durante a Guerra Civil Espanhola, em um período conhecido como Terror Vermelho. Estima-se que, no curso do Terror Vermelho, 6832 membros do clero católico foram mortos. Cerca de 2.000 deles foram propostos para canonização e tiveram suas causas avançadas na Congregação para as Causas dos Santos (CAC). O papa João Paulo II foi o primeiro papa a beatificar um grande número de santos da Guerra Civil Espanhola. Cerca de 500 mártires espanhóis foram reconhecidos por ele em várias beatificações desde 1987. Nesta cerimônia, Bento XVI beatificou 498 indivíduos, propostos em 23 causas distintas, o maior grupo a ser beatificado até agora. Além disso, outros mil mártires aguardam a conclusão de suas causas no Vaticano. 

## Destinos individuais
Os 498 mártires incluem bispos, padres, religiosos e religiosas e fiéis de ambos os sexos. Três tinham 16 anos e o mais velho, 78. Eles eram de todas as partes da Espanha, incluindo as dioceses de Barcelona, Burgos, Madri, Mérida, Oviedo, Sevilha, Toledo, Albacete, Cartagena, Cidade Real, Cuenca, Gerona, Xaém, Málaga e Santander. Embora a Espanha fosse o local de seu martírio e a pátria de muitos deles, havia também alguns que vieram de outras nações, da França, México e Cuba. Eles são descritos como "homens e mulheres que foram fiéis às suas obrigações" e "que foram capazes de perdoar seus assassinos". Cruz Laplana Laguna, o bispo de Cuenca, escreveu que "eu não posso ir, apenas aqui é minha responsabilidade, aconteça o que acontecer", enquanto pe. Tirso de Jesus María, companheiro de Eusébio Fernandez Arenillas, escreveu na carta enviada à sua família na véspera de sua execução: "Perdoe-os, abençoe-os e amém tudo, assim como eu os amo, perdoo-os e abençoe-os" .

## Cerimônia de beatificação
A beatificação dos 498 mártires (lista abaixo) ocorreu na Praça de São Pedro e não na própria Basílica, que pode incluir apenas 60 mil pessoas. O cardeal José Saraiva Martins, que proferiu o sermão durante as cerimônias de beatificação, afirmou que todos esses mártires amavam a Cristo e a Igreja mais do que sua própria vida. O cardeal apontou que as vítimas do terror perdoaram seus assassinos, referindo-se ao padre Tirso como exemplo. 
O logotipo da beatificação, devido ao grande número de novos bem-aventurados, tinha como tema central uma cruz vermelha, o símbolo do amor levado ao ponto de derramar sangue por Cristo.
O cardeal explicou a diferença entre "mártires da Espanha" e "mártires espanhóis". A Espanha era o local de seu martírio e a pátria de muitos deles, mas havia também alguns que vieram de outras nações, como França, México e Cuba. Os mártires católicos não são patrimônio exclusivo de uma única diocese ou nação. Pelo contrário, por causa de sua participação especial na Cruz de Cristo, eles pertencem ao mundo inteiro, à Igreja universal. 
O Papa Bento XVI afirmou que a fé ajuda a purificar a razão, para que consiga perceber a verdade. O cardeal invocou a intercessão dos mártires beatificados e de Maria, rainha dos mártires, "para que possamos seguir o exemplo deles".

## Reações espanholas
O secretário-geral dos bispos espanhóis, Juan Antonio Martínez Camino, respondeu às críticas de que os mártires eram conservadores antiquados: os primeiros mártires da Igreja morreram depois de serem rotulados como traidores do Império Romano e, durante a Revolução Francesa, os católicos padres foram definidos como inimigos da revolução. As vítimas espanholas foram marcadas como um obstáculo ao progresso histórico.
Os bispos espanhóis declararam que a sociedade espanhola está ameaçada pelo secularismo militante. Os 498 mártires foram, portanto, um lembrete de outros valores: "sua beatificação pretende, antes de tudo, dar glória a Deus pela fé que conquista o mundo". Os bispos organizaram uma peregrinação nacional a Roma, local da beatificação dos 498 mártires e do martírio de São Pedro e São Paulo.

## Os 498 mártires
Os 498 mártires foram propostos em 23 causas separadas; o Vaticano os lista como: 
- Lucas de São José Tristany Pujol, dos Irmãos Descalços da Virgem Maria do Monte Carmelo;
- Leonardo José Aragonés Mateu, religioso do Instituto dos Irmãos das Escolas Cristãs (irmãos De La Salle);
- Apolonia Lizárraga del Santísimo Sacramento, superior dos Carmelitas da Caridade, com 61 irmãos e irmãs da mesma ordem;
- Bernardo Fábrega Julià, irmão marista;
- Victor Chumillas Fernández, Sacerdote da ordem dos Pequenos Irmãos e 21 membros da mesma ordem;
- Antero Mateo García, um leigo era chefe de família e terceira ordem de São Domingos. Ele foi morto com outros 11 da segunda e terceira ordem de São Domingos;
- Cruz Laplana e Laguna, o bispo de Cuenca;
- Fernando España Berdié, um padre;
- Narciso de Esténaga Echevarría, bispo da Cidade Real, e dez companheiros;
- Liberio González Nombela, padre e doze companheiros, todos clérigos da arquidiocese de Toledo;
- Eusebio del Niño, Jesús Fernández Arenillas, sacerdote religioso dos Carmelitas Descalços, e 15 companheiros;
- Félix Echevarría Gorostiaga, sacerdote, e seis companheiros de sua ordem;
- Teodosio Rafael, sacerdote da Congregação dos Irmãos Cristãos e três companheiros da mesma ordem;
- Buenaventura García Paredes, sacerdote e religioso; Miguel Léibar Garay, Sacerdote da Companhia de Maria, e quarenta membros dessa ordem;
- Simón Reynés Solivellas e 5 companheiros, dos missionários do Sagrado Coração de Jesus e de Maria e da congregação das irmãs franciscanas;
- Celestino José Alonso Villar e 9 companheiros de sua ordem;
- Ángel María Prat Hostench e 16 companheiros da ordem carmelita;
- Enrique Sáiz Aparicio e 62 companheiros de sua ordem salesiana;
- Mariano de San José Altolaguirre e Altolaguirre e 9 companheiros da ordem da Santíssima Trindade;
- Eufrasio del Niño Jesus Barredo Fernández, sacerdote da ordem carmelita;
- Laurentino Alonso Fuente, Virgilio Lacunza Unzu e 44 companheiros do Instituto dos Irmãos Maristas;
- Enrique Izquierdo Palacios, Sacerdote e 13 companheiros da ordem dos Hermanos Predicadores;
- Ovidio Bertrán Anucibay Letona e 5 companheiros do Instituto de Irmãos Cristãos;
- José María Cánovas Martínez, padre diocesano;
- Maria del Carmen e Rosa e Magdalena Fradera Ferragutcasas, Irmãs da Congregação Hijas del Santísimo e Imaculada Corazón de María;
- Avelino Rodríguez Alonso, sacerdote, ordem dos agostinianos e 97 companheiros da mesma ordem, junto com seis padres diocesanos;
- Manuela do Corazón de Jesus Arriola Uranga e 22 companheiros da congregação Siervas Adoratrices do Santíssimo Sacramento e Caridade.[9]

## Controvérsia
Surgiram várias controvérsias em torno da beatificação de alguns desses clérigos. A medida foi criticada por alguns porque reconheceu vítimas de apenas um lado do conflito. O Vaticano disse que não se trata de "ressentimento, mas de reconciliação". 
Um dos mais notáveis deles é Cruz la Plana e Laguna, bispo de Cuenca, um conhecido defensor do regime monárquico, que desde a proclamação da Segunda República realizou uma série de notórias campanhas políticas e pró-direita por toda a província e estabeleceu contatos estreitos com oficiais militares, como o general Joaquín Fanjul, que lideraria a revolta militar de Madri em 18 de julho de 1936 em apoio ao golpe de Franco. O bispo de Cuenca é descrito por seu biógrafo como "supremo conselheiro" do general, além de estar intimamente envolvido com o partido político fascista Falange. Em 1936, ele endossou pessoalmente José Antonio Primo de Rivera, o líder deste partido, como candidato às eleições locais de 1936. Quando o levante pró-golpe em Cuenca falhou, o bispo foi preso por milicianos republicanos por colaboração. Ele foi julgado por conspirar contra o governo republicano e executado em 8 de agosto.
A controvérsia em torno da beatificação do frade agostiniano Gabino Olaso Zabala, listado como companheiro de Avelino Rodriguez Alonso, foi diferente. Frei Zabala foi martirizado durante a guerra civil e foi beatificado. Chamava-se atenção o fato de que este padre havia sido anteriormente acusado, sem condenação, de realizar atos de tortura contra o frei filipino Mariano Dacanay, nos dias em que o frei Olaso era um missionário na ex-colônia espanhola durante o tempo em que o Katipunan tentava arrancar as ilhas do domínio espanhol. Isso, no entanto, é imaterial e ignora o fato de a Igreja proclamar que até os pecadores podem se arrepender e se transformar em santos, como no caso de Agostinho de Hipona. 